# 宇部南インターチェンジ
宇部南インターチェンジ（うべみなみインターチェンジ）は、山口県宇部市西岐波に位置する山口宇部道路のインターチェンジ。
当IC（大沢西交差点）は、国道190号および山口県道220号宇部空港線と平面交差しており、交差点には歩道橋と地下道が設置されている。地域高規格道路山口宇部小野田連絡道路の計画区間に指定されているが、建設された際にどのような構造となるかは未定である。
当ICから山口宇部道路を利用する際、かつては片倉IC - 岡の辻IC間に設置された宇部料金所で通行料金を徴収していた。その後、同料金所の機能は山陽自動車道 宇部下関線の開通時に宇部東・宇部南料金所に集約され、宇部南IC - 片倉IC間に関しては有料道路でありながら無料で通行できるようになっていた。

## 道路
- 山口宇部道路

## 接続する道路
- 国道190号
- 山口県道220号宇部空港線

## 周辺
- ときわ公園
- 山口宇部空港

## 隣
山口宇部道路
片倉IC - 岡の辻IC - 宇部南IC